# القيطنة
القيطنة بلدية تابعة دائرة بوحنيفية ولاية معسكر تقع بين غريس والقرط يقطنها حوالي 2,238 نسمة. 

## أعلام المنطقة
- الأمير عبد القادر وأخوه أحمد